# Smietanińskie osiedle wiejskie
Smietanińskie osiedle wiejskie (ros. Сметанинское сельское поселение) – rosyjska jednostka administracyjna (osiedle wiejskie) wchodząca w skład rejonu smoleńskiego w оbwodzie smoleńskim.
Centrum administracyjnym osiedla wiejskiego jest wieś (ros. деревня, trb. dieriewnia) Smietanino.

## Geografia
Powierzchnia osiedla wiejskiego wynosi 104,76 km², a jego głównymi rzekami są Lelekwa i Kuprinka.

## Historia
Osiedle powstało na mocy uchwały obwodu smoleńskiego z 28 grudnia 2004 r. (z późniejszymi zmianami w uchwale z dnia 29 kwietnia 2006 roku).

## Demografia
W 2010 roku osiedle wiejskie zamieszkiwało 1760 mieszkańców.

## Miejscowości
W skład jednostki administracyjnej wchodzą 21 miejscowości, w tym stacja (Wielino) i 20 wsi w typie dieriewni (Smietanino, Archipowka, Dubrowka, Froły, Isakowo, Krisniewo, Laskowka, Łosiewo, Mirskoje, Nikulino, Nowosiоłki, Poczajewo, Riabiki, Sawienki, Swietickoje Urocziszcze, Swieticy, Tiszyno, Twieritino, Wielino, Zieńkowo).